# سفر محمود احمدی‌نژاد به نیویورک (اردیبهشت ۱۳۸۹)
سفر محمود احمدی‌نژاد به نیویورک (۱۳۸۹) که در ۱۲ اردیبهشت ۱۳۸۹ (۲ مه ۲۰۱۰) انجام شد، ششمین سفر وی به نیویورک در طول دوران ریاست جمهوری‌اش بوده‌است. هدف از این سفر حضور در کنفرانس بازنگری در ان. پی. تی. در سازمان ملل متحد بوده‌است. در میان نمایندگان ۱۸۹ کشور جهان که در این اجلاس حضور دارند، احمدی‌نژاد تنها رئیس دولتی است که هدایت هیئت نمایندگی کشور خود را شخصاً عهده‌دار شده‌است. به جز کشور میزبان که وزیر خارجهٔ خود را به کنفرانس اعزام داشته، بقیه کشورها عموماً به شرکت در سطح معاون وزیر خارجه یا اعزام سفیر خود در سازمان ملل اکتفا کرده‌اند. وی بعد از انجام سخنرانی افتتاحیه دبیرکل سازمان ملل متحد، اولین سخنران این نشست بود.
وی همچنین نشستی با رهبران یهودیان ضد صهیونیست آمریکا داشت.

## پیش از سفر
بان کی‌مون اظهار کرد که پیش از این قرار بود منوچهر متکی، وزیر امور خارجه ایران در این کنفرانس سخنرانی کند. حشمت‌الله فلاحت‌پیشه، عضو کمیسیون امنیت ملی و سیاست خارجی مجلس ایران اعلام کرد که اگر این اجلاس در سطح وزیران امورخارجه یا پایین‌تر از آن است، صلاح نیست که احمدی نژاد در آن شرکت کند.
سوزان رایس، سفیر آمریکا در سازمان ملل متحد چهارشنبه، ۲۸ آوریل این خبر را تأیید کرد که دولت ایران برای احمدی‌نژاد درخواست ویزا کرده‌است. پی جی کراولی، سخنگوی وزارت امور خارجه آمریکا نیز گفت، ایالات متحده مانع از حضور محمود احمدی نژاد در کنفرانس نیویورک نخواهد شد.
هم‌زمان ۱۴ سناتور جمهوری‌خواه از اعضای کنگره آمریکا، طی نامه‌ای از وزیر امور خارجه آمریکا این کشور درخواست کردند که به احمدی‌نژاد ویزا داده نشود. آن‌ها در این نامه اظهار داشتند: «این نامعقول است که اجازه داده شود (با حضور احمدی‌نژاد در نیویورک) تلاش برای جلوگیری از دستیابی دولت‌های یاغی و گروه‌های تروریستی به سلاح‌های کشتار جمعی به تمسخر گرفته شود». در پی این درخواست، منوچهر متکی به آمریکا هشدار داده بود که حق استفاده ابزاری از صدور ویزا برای حضور هیئت‌های دیگر کشورها را در سازمان ملل متحد ندارد و این کشور نمی‌تواند سازمان ملل را به گروگان بگیرد.
هیلاری کلینتون در اظهاراتی از احمدی‌نژاد خواسته‌است سخنان خود در نیویورک را به اهداف سه‌گانه نشست محدود کند. وی همچنین در اظهاراتی به احمدی‌نژاد هشدار داد در صورت شرکت در اجلاس نیویورک، دربارهٔ برنامه اتمی کشورش ایجاد شبهه نکند.
روزنامه کریستین ساینس مانیتور در مورد واکنش مقامات آمریکایی به این سفر نوشت:«هر چند آمریکا به‌طور رسمی نمی‌تواند مانع سفر احمدی‌نژاد به نیویورک و حضور وی در نشست سازمان ملل بشود اما با این حال اقداماتی در دست انجام است تا محدودیت‌هایی برای هیئت ایرانی در نیویورک وجود داشته باشد. در همین رابطه برخی از اعضای کنگره آمریکا از مقامات شهر نیویورک خواسته‌اند تا به هتل‌های این شهر دستور بدهند تا از پذیرش هیئت ایران خودداری کنند». روز قبل از سفر احمدی‌نژاد به نیویورک، وال استریت ژورنال همراه با نقل قولی مایکل بلومبرگ، شهردار یهودی نیویورک نوشت: «نیویورکی‌ها، از شهردار گرفته تا هتل‌داران، بسیار بعید است برای احمدی‌نژاد، که در نظر دارد روز دوشنبه در کنفرانس سازمان ملل متحد شرکت کند، فرش قرمز پهن کنند.» وی در یک کنفرانس خبری گفته‌بود: «من احتمالاً با هرچیزی که این مردک تا به حال گفته‌است مخالفم. من برای او اهمیتی قائل نیستم.»

## سفر به نیویورک

### خروج از ایران
احمدی نژاد صبح روز یکشنبه با بدرقه محمدرضا رحیمی معاون اول رئیس‌جمهوری و علی‌اکبر ولایتی مشاور مقام رهبری در امور بین‌الملل، تهران را به مقصد نیویورک ترک کرد. در این سفر منوچهر متکی، اسفندیار رحیم مشایی، مجتبی ثمره هاشمی و علی‌اکبر جوانفکر رئیس‌جمهوری را همراهی می‌کنند. در همین حال دولت آمریکا از صدور ویزا به گروه خبری که قرار بود رییس‌جمهور را برای شرکت در این اجلاس همراهی کنند امتناع کرد.
احمدی نژاد پیش از عزیمت، دربارهٔ اهداف سفرش گفت:

بزرگترین تهدید برای امنیت جهانی تولید و انباشت سلاح‌های اتمی است و بیش از ۶۰ سال است که تهدید اتمی تمام مناسبات جهانی را شدیداً تحت تأثیر خود قرار داده است. حدود چهل سال قبل معاهده‌ای منعقد شد که کشورهای زیادی از جمله جمهوری اسلامی ایران به آن پیوستند که بر اساس آن ۳ مأموریت مهم بر عهده آژانس بین‌المللی انرژی اتمی قرار داده شد: خلع سلاح کسانی که بمب اتم ساخته و آن را ذخیره کرده‌اند، جلوگیری از توسعه و اشاعهٔ سلاح اتمی و بسترسازی و کمک به کشورهای عضو برای استفاده درست از انرژی اتمی و عمومی‌کردن آن مأموریت‌هایی که بر عهده آژانس بین‌المللی انرژی اتمی گذاشته شده. که متأسفانه آژانس در ۴۰ سال گذشته در انجام آن موفق نبوده‌است. امروز بمب اتم به عامل زورگویی، استیلا و توسعه طلبی برخی دولت‌ها و کشورها تبدیل شده‌است و آنان به بهانهٔ جلوگیری از توسعه سلاح اتمی فشارهای گوناگونی بر کشورهای مستقل وارد می‌کنند. حضور ایران گام مهمی در کمک به کشورها و ملت‌ها برای شناخت بهتر این موضوع و تصمیم‌گیری مناسبت‌تر است. دولت‌ها و ملت‌ها حق دارند که در عرصه‌های مهم بین‌المللی حضور تعیین‌کننده و مشارکت فعال داشته باشند.

### حضور در نیویورک

دیدار احمدی‌نژاد و بان کی‌مون در روز سخنرانی‌اش در سازمان ملل متحد

احمدی‌نژاد شامگاه یکشنبه، ۲ مه در راس هیاتی متشکل از مقامات ارشد جمهوری اسلامی وارد فرودگاه جان اف کندی در نیویورک شد.
وی در روز دوشنبه ۱۳ اردیبهشت (سوم ماه مه) در محل اجلاس حضور یافت و طی سخنانی گفت که پیمان منع سلاح‌های هسته‌ای به خاطر ناکارآیی و عدم توازن باید بازنگری و اصلاح شود. وی ۱۱۸ کشور عضو جنبش عدم تعهد، ۵۷ کشور عضو سازمان کنفرانس اسلامی و گروه ۸ را از حامیان برنامه اتمی صلح‌آمیز ایران معرفی کرد. وی همچنین آمریکا را کشوری دانست که علاوه بر استفاده از بمب اتمی، برخی از کشورها از جمله ایران را به استفاده از سلاح اتمی تهدید کرده‌است. او همچنین با انتقاد از عملکرد سازمان انرژی اتمی در بازرسی از برنامه‌های اتمی آمریکا گفت: «بنابر برخی گزارش‌ها، هم اکنون بیش از ۲۰ هزار کلاهک اتمی در دنیا وجود دارد که بیش از نیمی از آن‌ها متعلق به آمریکا است و آمریکا کشوری است که علاوه بر استفاده از بمب اتمی، برخی از کشورها از جمله ایران را به استفاده از سلاح اتمی تهدید کرده‌است». دبیر کل سازمان ملل در اقدامی نادر، پیش از حضور احمدی‌نژاد در جایگاه سخنران، سالن را ترک کرد. بان کی‌مون تصریح کرد: «بگذارید با صراحت بگوییم: ایران مسئول و متعهد است تا تمامی شک و تردیدها و نگرانی‌ها درباره برنامه اتمی‌اش را رفع کند.»
در هنگام سخنرانی احمدی‌نژاد نمایندگان کشورهای آمریکا، بریتانیا، فرانسه، کانادا، مجارستان، نیوزلند، هلند، فنلاند، آلمان، جمهوری چک و مراکش سالن را ترک کردند. هیلاری کلینتون در مجمع عمومی سازمان ملل، برنامه هسته‌ای ایران را خطری برای جهان خواند و سخنان احمدی‌نژاد را «تکرار اتهامات خسته‌کننده و بی‌اساس» توصیف کرد. کلینتون تصریح کرد: «ایران از شورای امنیت و آژانس بین‌المللی انرژی اتمی سرپیچی کرده و آینده نظام منع گسترش سلاح‌های هسته‌ای را به مخاطره انداخته‌است.»
احمدی نژاد در کنفرانس خبری که در هتلی روبروی مقر سازمان ملل برگزار شد گفت که غرب با حفظ منافع خود در خاورمیانه، اسرائیل را به منطقه تحمیل کرده‌است و با آغاز جنگی جدید در منطقه در ابتدا خودش را نابود کرده‌است. وی همچنین اظهار کرد که آمریکا برای توقیف هرگونه سلاح که تصور می‌کند از کره شمالی به ایران ارسال شده‌است، آزاد است و تهران نیازی به تسلیحات کرده شمالی ندارد.
در مصاحبه‌ای با شبکه‌ ای‌بی‌سی آمریکا با وی بحث‌هایی دربارهٔ بن لادن انجام شد که وی در جایی گفت اسامه بن لادن در واشنگتن است.
وی در مصاحبه خبری در ۵ مه اعلام کرد که در صورت برقراری تحریم‌های جدید از جانب شورای امنیت سازمان ملل متحد، روابط کنونی رو به وخامت خواهد نهاد و برای همیشه از بهبود مناسبات ایران و آمریکا جلوگیری خواهد شد.

## پس از سفر
رئیس جمهور در بعدازظهر چهارشنبه ۱۵ اردیبهشت به ایران بازگشت و در فرودگاه مهرآباد از سوی معاون اول رییس‌جمهور و علی‌اکبر ولایتی مشاور مقام رهبری در امور بین‌الملل مورد استقبال رسمی قرار گرفت.
وی پس از بازگشت از این اجلاس در کنفرانس خبری در تهران گفت: «باور ما این است که اگر دولت آمریکا بپذیرد که خلع سلاح شود سایر دارندگان سلاح اتمی هم همراهی خواهند کرد.»
وی با اشاره به این‌که کنفرانس‌های گذشته بازنگری در معاهده ان‌پی‌تی به نتیجه روشن و عملیاتی منجر نشده‌است، گفت: «علت اصلی ناکامی این کنفرانس‌ها این است که دارندگان سلاح هسته‌ای خود را از دایره نظارت و تعهدات بین‌المللی خارج می‌دانند و حتی خودشان را محق می‌دانند که خواسته و دیدگاه‌های خود را در این‌گونه کنفرانس‌ها تحمیل کنند. ... همچنین شاهد بودیم که بعضی از دولت‌ها به‌خصوص دولت آمریکا برای ناکامی و انحراف این کنفرانس از اهداف اصلی خود، مطالبی را مطرح می‌کردند. آن‌ها علاقه‌مند بودند و هستند که مسئله اصلی خلع سلاح و عدم اشاعه به سمت موضوعات کاذب منحرف کنند.»
وی یکی از اشکالات ان‌پی‌تی را این دانست که به‌جای این‌که جلوی تولید بمب اتم را بگیرد، برای اعضای فاقد بمب مزاحمت ایجاد می‌کند. وی در پاسخ به سؤال خبرنگار نیویورک‌تایمز مبنی‌بر این‌که خیلی‌ها از عملکرد ان‌پی‌تی راضی هستند، گفت: «چند کشوری که سلاح هسته‌ای دارند راضی هستند؛ اما ۱۱۸ کشور عدم تعهد رسماً در جریان کنفرانس بیانیه دادند و در سخنرانی‌های خود اشکالات ان‌پی‌تی و عملکرد آژانس را مطرح کردند.» او دربارهٔ اقدام آمریکا در کاهش بمب‌های اتمی‌اش از ۳۰٬۰۰۰ به ۵۱۰۰ بمب، گفت: «... هیچ سازمان مستقلی دراین‌باره نظارت نکرده و گزارشی ارائه نشده است؛ چرا که هیچ نظارتی بر فعالیت‌های هسته‌ای آمریکا وجود ندارد. درحالی‌که ۴۰ – ۵۰ سال است که بحث خلع سلاح مطرح است، به یک‌باره دیروز این بحث [کاهش تعداد بمب‌های آمریکا] مطرح شده‌است. ضمن این‌که وجود حتی یک بمب اتم هم خطرناک است.»
پس از سخنرانی وی در صحن سازمان ملل متحد، ۱۹۷ تن از نمایندگان مجلس شورای اسلامی با تشکر از سخنان رئیس‌جمهور در اجلاس بازنگری ان. پی. تی. در سازمان ملل، حمایت خود از وی را اعلام کردند.